# Raymond Detrez
Raymond Detrez (Antwerpen, 1948) is een Belgisch academicus gespecialiseerd in Zuidoost-Europa. Hij is een internationaal erkende autoriteit binnen zijn vakgebied. Zijn boeken worden beschouwd als standaardwerken binnen het Nederlandse taalgebied.
Aan de Universiteit Gent doceerde hij Oost-Europese geschiedenis en cultuurgeschiedenis, Oost-Europese literatuur (andere dan de Russische) en Zuid-Slavische talen. Raymond Detrez was hoogleraar aan de Katholieke Universiteit Leuven waar hij geschiedenis van de Balkan doceerde. In oktober 2013 ging hij met pensioen, maar blijft vrijwillig medewerker aan de UGent. Raymond Detrez is gehuwd met de Bulgaars-Vlaamse dichteres Maja Panajotova.
Hij was producer bij Radio 3 (het huidige Klara).
Detrez is ere-voorzitter van het Arkcomité.
- Bibliothèque nationale de France: cb13483770r (data)
- Digitale Bibliotheek voor de Nederlandse Letteren: detr003
- Gemeinsame Normdatei: 13133946X
- International Standard Name Identifier: 0000 0001 2026 3500
- Library of Congress Control Number: n93048440
- Nationale Bibliotheek van Tsjechië: jx20070801005
- Nationale Bibliotheek van Israël: 987007300828505171
- Nederlandse Thesaurus van Auteursnamen: 073779032
- Système universitaire de documentation: 07615890X
- Virtual International Authority File: 56761740
- WorldCat: E39PBJwMFQXHX396Kghg444cyd